# Angelika Kauffmann (trein)
De Angelika Kauffmann was een internationale trein op de Allgäuroute tussen München en Zürich. De trein is genoemd naar de Zwitsers/Oostenrijkse schilderes Angelika Kauffmann, die afkomstig was uit het gebied waar de trein doorheen rijdt.

## EuroCity
De Angelika Kauffmann verving op 23 mei 1993 de EuroCity Schweizerland die tot dan toe de ochtendrit uit München en de avondrit uit Zürich had verzorgd. Op 14 december 2002 verloren de treinen op de Allgäuroute hun namen en is de treindienst naamloos voortgezet.

## Route en dienstregeling
| EC 92 | land        | station           | km  | EC 93 |
| ----- | ----------- | ----------------- | --- | ----- |
| 08:11 | Duitsland   | München Hbf       | 0   | 21:45 |
|       | Duitsland   | Kempten in Allgäu | 131 |       |
|       | Duitsland   | Lindau            | 221 |       |
|       | Oostenrijk  | Bregenz           | 231 |       |
|       | Zwitserland | St. Margrethen    | 245 |       |
|       | Zwitserland | St. Gallen        | 272 |       |
|       | Zwitserland | Winterthur        | 329 |       |
| 17:40 | Zwitserland | Zürich HB         | 355 | 12:21 |